# Androeceum

Schematische Darstellung einer Blüte mit oberständigem Fruchtknoten und perigyner Blütenhülle („mittelständiger“ Fruchtknoten):
1. Blütenboden (Receptakulum)
2. Kelchblätter (Sepalen)
3. Kronblätter (Petalen)
4. Staubblätter (Stamina)
5. Stempel (Pistill)

Als Androeceum (von andro- „Mann-“ und oíkion „Häuschen“, in etwa „männliches Lager“) bezeichnet man die Gesamtheit der männlichen Sexualorgane in einer Blüte. Es besteht damit aus einer unterschiedlich großen Anzahl einzelner Staubblätter. Je nach Anzahl und deren Anordnung kann man verschiedene Androeceum-Typen unterscheiden:
- plastemon oder primär polyandrisch – viele Staubblätter; die schraubig angeordnet sind (ursprüngliche Form des Androeceums)

- sekundär polyandrisch – viele Staubblätter, wirtelig in einer größeren Anzahl von Kreisen angeordnet

- diplostemon – die Staubblätter sind in zwei Kreisen angeordnet (reduziert)

- haplostemon – das Androeceum besteht nur aus einem Kreis (reduziert)

Als Äquivalent zum Androeceum wird die Gesamtheit der weiblichen Sexualorgane (Fruchtblätter) als Gynoeceum bezeichnet.